# Мостоу, Джордж
Джордж Дэниел Мостоу (англ. George Daniel Mostow; 4 июля 1923, Бостон — 4 апреля 2017) — американский математик, геометр. Доктор философии, эмерит-профессор Йельского университета, член Национальной АН США (1974). 
Лауреат премий Стила (1993) и Вольфа (2013, совместно с Майклом Артином).

## Биография
Родился в семье евреев с Украины, эмигрировавших в США в начале XX века.
Степень доктора философии получил в Гарвардском университете. Стипендиат Гуггенхайма (1957).
С 1961 года работал в Йельском университете, в 1971—1974 годах заведующий кафедрой математики. С 1998 года в отставке как эмерит-профессор математики имени Генри Форда II — получил эту именную профессуру в 1980 году.
В 1987—1988 годах президент Американского математического общества.
Остались жена, дети, внуки, правнуки.